# Доња Канада
Доња Канада (енгл. Province of Lower Canada, фр. Province du Bas-Canada), је била британска колонија на доњем делу реке Сен Лорен и на обали залива Сен Лорена (1791–1841). Покривао је јужни део садашње провинције Квебек и регион Лабрадор садашње провинције Њуфаундленд и Лабрадор (све док се регион Лабрадора није спојио са Њуфаундлендом 1809. године).
Доња Канада се састојала од дела бивше колоније Канаде Нове Француске, коју је освојило Краљевство Велика Британија у Седмогодишњем рату који се завршио 1763. године (који се у Сједињеним Државама назива и Француско-индијски рат). Остали делови Нове Француске које је освојила Британија постали су колоније Нова Шкотска, Њу Брансвик и Острво Принца Едварда.
Покрајина Доња Канада настала је „Уставним актом из 1791.” године поделом британске колоније „Провинције Квебек” (1763–1791) на провинцију Доња Канада и провинцију Горња Канада. Префикс „доњи“ у његовом називу односи се на њен географски положај даље низводно од изворишта реке Сен Лорен од њене савремене Горње Канаде, данашњег јужног Онтарија.
Доња Канада је укинута 1841. године када су она и суседна Горња Канада се уједињене у провинцију Канаду.

## Побуна
Попут Горње Канаде, и у Доњој Канади је дошло до значајних политичких немира. Двадесет две године након инвазије Сједињених Држава у рату 1812. године, побуна је довела у питање британску владавину територијом настањеног претежно француским становништвом. Након што су владине трупе и лојални добровољци угушили „Патриотска побуну 1837–1838”, Устав из 1791. суспендован је 27. марта 1838. и именован је посебан савет за управљање колонијом. Неуспели покушај револуционара Роберта Нелсона да прогласи Републику Доњу Канаду тиме је осујећен.
Провинције Доња Канада и Горња Канада комбиноване су као „Уједињена провинција Канаде” 1841. године, када је ступио на снагу Акт о унији из 1840. године. Њихова засебна законодавна тела су комбинована у један парламент са једнаком заступљеношћу за оба конститутивна дела, иако је Доња Канада имала већи број становника.
- Вилијам Лајон Макензи [7]
- Луј Жозеф Папино[8]

## Устав
Провинција Доња Канада је наследила мешовити скуп француских и енглеских институција које су постојале у провинцији Квебек током периода од 1763 до 1791. године и које су наставиле да постоје касније у Источној Канади (1841–1867) и на крају у садашњој провинцији Квебек (од 1867).

## Становништво
Доњу Канаду су углавном насељавали Франкоканађани, етничка група која води своје порекло од француских колониста који су се населили у Канади од 17. века pa надаље.
| Година | Процена пописа |
| ------ | -------------- |
| 1806.  | 250.000        |
| 1814.  | 335.000        |
| 1822.  | 427.465        |
| 1825.  | 479.288        |
| 1827.  | 473.475        |
| 1831.  | 553.134        |
| 1841.  | 650.000        |

## Транспорт
Путовање по Доњој Канади одвијало се воденим путем углавном дуж реке Сен Лорена. На копну једини пут за вече удаљености био је Шемен ду Рој или Краљев аутопут, који је 1730-их изградила влада Нова Француска. Краљевски аутопут је био, поред поштанске руте, примарно средство путничког путовања на велике удаљености све док пароброди (1815) и железница (1850) нису почели да растеречују краљевски пут. Важност краљевског пута је опала након 1850-их и неће се поново појавити као кључно превозно средство све док модеран систем аутопутева Квебека није створен у 20. веку.